# Миркайська сільська рада
Мирка́йська сільська рада (рос. Мыркайский сельский совет) — сільське поселення у складі Мішкинського району Курганської області Росії.
Адміністративний центр — село Миркайське.
Населення сільського поселення становить 383 особи (2017; 481 у 2010, 666 у 2002).

## Склад
До складу сільського поселення входять:
| Населений пункт   | Населення, осіб (2002) | Населення, осіб (2010) |
| ----------------- | ---------------------- | ---------------------- |
| Миркайське, село  | 334                    | 236                    |
| Сосново, присілок | 332                    | 245                    |